# Bernard Martino
Bernard Martino (* 11. November 1941 in Algier) ist ein französischer Autor und Regisseur.
Martino studierte am Institut des hautes études cinématographiques (IDHEC). Ab dem Jahr 1968 begann er beim Office de Radiodiffusion Télévision Française (ORTF) mit seinen Dokumentarfilmen. Bekannt wurde er durch seine Dokumentarfilme über Gesellschaft, Menschheit, Erziehung, Persönlichkeit und Pädagogik vor allem unter Emmi Pikler.

## Filmografie (Auswahl)
- 1984: Der Säugling ist eine Person, zusammen mit Tony Lain (3-teilige-Serie)
- Reise zum Ende des Lebens (4-teilige-Serie)
- 1993: Der Gesang des Unsichtbaren (5-teilige-Serie)
- 1993: Der Säugling ist ein Kampf, Fortsetzung von Der Säugling ist eine Person (3-teilige-Serie)
- 1998: Unsterblichkeitsforschung – Der Traum von der Verlängerung des Lebens und die Wissenschaft (3-teilige-Serie)
- 2000: Loczy, une maison pour grandir, Lóczy, wo kleine Menschen groß werden – Der Traum Emmi Piklers[3][4]
- 2003: Reise nach Mongolien
- 2003: Saint-Tropez – Schauplatz der Lust
- 2004: A wie Ausstieg

## Werke
- 1995: Le bébé est une personne: la fantastique histoire du nouveau-né, ISBN 2-290-34170-3
- 1999: Le bébé est un combat, ISBN 2-290-07181-1
- 2000: Les chants de l'invisible, ISBN 2-290-30387-9
- 2000: Enquête d’immortalité, ISBN 2-290-30302-X
- 2002 Lóczy, ein Paradigment? Das Pikler Institut in einem mehrteiligen Spiegel[5]